# Åtvidabergs FF
Åtvidabergs FF er en svensk fodboldklub fra Åtvidaberg, der spiller i Allsvenskan. Klubben har vundet det svenske mesterskab to gange i 1972 og 1973. Svenska Cuppen er ligeledes blevet vundet to gange (1970 og 1971). Klubbens bedste europæiske resultat er en kvartfínaleplads i Europacuppen for mesterhold.

## Danske spillere
- Allan Arentfeldt Olesen
- Martin Christensen

## Kendte spillere
- Kent Karlsson
- Conny Torstensson
- Ralf Edberg
- Roland Sandberg

## Eksterne Henvisninger
- Åtvidabergs hjemmeside